# Герасимов, Тодор
Тодор Димитров Герасимов (1903—1974, София, Болгария) — болгарский археолог, историк и нумизмат.

## Биография
Окончил исторический факультет в Софийском университете «Святой Климент Охридский», после чего, по рекомендации своих учителей профессоров Богдана Филова и Гавриила Кацарова стажировался в Берлине в 1926—1928 и 1931—1932 годах. После стажировки вернулся в Софию и работал библиотекарем, а после — до 1968 года — куратором монетной коллекцией в Народном археологическом музее (1932—1968). Внёс значительный вклад, главным образом, в античную и средневековую нумизматику. Преподаватель и профессор нумизматики в Софийском университете в 1968—1974 годах.
Герасимов — автор работ по античной и средневековой нумизматике и сфрагистике, он составил описания ряда монетных кладов, обнаруженных в Болгарии.